# Piotr Gadzinowski
Piotr Gadzinowski (ur. 16 maja 1957 w Częstochowie) – polski polityk, publicysta i dziennikarz, poseł na Sejm III, IV i V kadencji (1997–2007), poseł do Parlamentu Europejskiego V kadencji (2004).

## Życiorys
Studiował na Wydziale Dziennikarstwa i Nauk Politycznych Uniwersytetu Warszawskiego. Pracował w „itd” (w 1990 jako redaktor naczelny), następnie jako publicysta „Przeglądu”, „Trybuny” i „Dziś”. Był też dziennikarzem w „Nie” Jerzego Urbana, pełnił funkcję zastępcy redaktora naczelnego, pisał też m.in. cotygodniowy felieton Po święconej ziemi.
W latach 1981–1990 należał do Polskiej Zjednoczonej Partii Robotniczej. W latach 1991–2005 pełnił funkcję prezesa Niezależnej Inicjatywy Europejskiej „NIE”, organizacji wchodzącej w skład komitetu wyborczego SLD. Został członkiem Stowarzyszenia „Ordynacka”. W 1999 przystąpił do Sojuszu Lewicy Demokratycznej.
W okresie 1997–2007 sprawował mandat posła na Sejm III, IV i V kadencji. Pełnił też funkcję obserwatora w Parlamencie Europejskim, a w okresie od 1 maja do 19 lipca 2004 europosła w ramach delegacji krajowej. W 2004 bez powodzenia kandydował do Europarlamentu kolejnej kadencji z listy koalicji Sojuszu Lewicy Demokratycznej – Unii Pracy. W wyborach parlamentarnych w 2005 startował z listy SLD w okręgu warszawskim, uzyskując 11 650 głosów. W Sejmie zasiadał w m.in. w Komisji Kultury i Środków Przekazu oraz Komisji do Spraw Unii Europejskiej. Reprezentował Sejm w Zgromadzeniu Parlamentarnym Rady Europy, m.in. jako wiceprzewodniczący Podkomisji Równego Startu Zawodowego Kobiet i Mężczyzn.
W przedterminowych wyborach parlamentarnych w 2007 bez powodzenia ubiegał się o reelekcję z listy Lewicy i Demokratów. Powrócił do pracy dziennikarskiej. W maju 2008 został wiceprzewodniczącym rady programowej TVP. We wrześniu tego samego roku zakończył długoletnią współpracę z „Nie”. W 2009 po raz drugi kandydował bezskutecznie do PE, a dwa lata później także bez powodzenia do Sejmu.
Został współprowadzącym programu Godzina z Gadziną w Antyradiu, a także współtwórcą, publicystą i zastępcą redaktora naczelnego portalu Lewica24.pl. W 2012 zaczął publikować teksty w miesięczniku „Tak po Prostu”, a 2013 w „Dzienniku Trybuna”. Zajął się także prowadzeniem zajęć z zakresu politologii w Wyższej Szkole Handlowej w Radomiu.
Kontynuował jednocześnie działalność polityczną. W wyborach do Parlamentu Europejskiego w 2014 startował z listy SLD-UP w okręgu warszawskim i nie uzyskał mandatu posła, zdobywając 1847 głosów. W tym samym roku bez powodzenia kandydował także z listy SLD Lewica Razem do rady Ursynowa. W wyborach parlamentarnych w 2015 ponownie bezskutecznie wystartował do Sejmu, reprezentując SLD w ramach Zjednoczonej Lewicy.
Jest autorem m.in. książki W Hongkongu: za kulisami polskiego parlamentu, zbioru felietonów Diabeł mówi po polsku i współautorem wywiadu rzeki z Jerzym Urbanem pt. Jajakobyły. Spowiedź życia Jerzego Urbana. W 2017 został redaktorem naczelnym „Dziennika Trybuna” (pełnił tę funkcję do 2022), a w 2020 został współpracownikiem tygodnika „Fakty po Mitach”.
W wyborach samorządowych w 2018 wystartował jako kandydat na radnego Warszawy z listy SLD Lewica Razem, nie uzyskując mandatu. W wyborach parlamentarnych w 2019 bezskutecznie kandydował z ramienia SLD do Sejmu z okręgu warszawskiego. Nie uzyskał też mandatu w wyborach w 2023 z ramienia powstałej z przekształcenia SLD Nowej Lewicy. W 2024 z listy Lewicy także bez powodzenia startował do Sejmiku Województwa Mazowieckiego.

## Odznaczenia i wyróżnienia
Odznaczony Srebrnym Medalem „Zasłużony Kulturze Gloria Artis” (2005). Laureat plebiscytu Srebrne Usta w 2006 za najdowcipniejszą wypowiedź w Sejmie RP oraz konkursu scenariuszowego „Interscenario 2010” za scenariusz Czaszka pracuje.